# Coleophora chenopodii
Coleophora chenopodii é uma espécie de mariposa do gênero Coleophora pertencente à família Coleophoridae.